# XigmaNAS
XigmaNAS (früher NAS4Free) ist ein auf FreeBSD basierendes freies NAS-Betriebssystem.
Ursprünglich unter dem Namen FreeNAS entwickelt, danach 2011 umbenannt, nachdem der Name FreeNAS von der Firma iXsystems, Inc. legal übernommen wurde. Nachdem mit Version 8 von FreeNAS die Codebasis von iXsystems, Inc. großteils neu geschrieben wurde, unterscheiden sich entsprechend beide NAS-Systeme. Trotzdem verwendet iXsystems, Inc. den Namen FreeNAS weiterhin für ihre Codebasis.
Der ursprüngliche FreeNAS Code wurde dann unter „NAS4Free“ weiter entwickelt. 2018 wurde „NAS4Free“ dann in „XigmaNAS“ umbenannt. Die native Unterstützung von ZFS (hinsichtlich Datenintegrität/Snapshots/Datenträgerhandling) ist hier hervorzuheben, welche den Linux basierten NAS Systemen in dieser ausgereiften Form derzeit noch fehlen.
„XigmaNAS“ (und somit „NAS4Free“) wurde bereits mehrfach in Fachzeitschriften als stabile und leistungsfähige Alternative zu den kommerziellen NAS Produkten vorgestellt.

## Geschichtliches
Das ursprüngliche FreeNAS-Projekt leitet sich von m0n0wall ab.
Der FreeNAS 0.7-Zweig wurde Ende 2011 eingestellt, nachdem der Name FreeNAS rechtlich von iXsystems, Inc. erworben wurde. Ab Version 8.x haben neue Entwickler von iXsystems FreeNAS neu geschrieben, und die alte FreeNAS 0.7 war nicht mehr zum Download verfügbar.
Der Legacy-FreeNAS 0.7-Code konnte nicht mehr unter demselben Namen entwickelt werden, und eine Namensänderung war erforderlich. Der Gründer von FreeNAS (Olivier Cochard-Labbé) hat den ursprünglichen FreeNAS-Quellcode dem NAS4Free-Projekt gespendet. Mit Unterstützung der ehemaligen Entwickler, nämlich Daisuke Aoyama und Michael Zoon, setzt es die ursprüngliche FreeNAS-Code-Basis fort. FreeNAS 8.x.y und höher ist eine Software-Abspaltung des ursprünglichen FreeNAS mit einer neu geschriebenen Code-Basis, unter Beibehaltung des alten Markennamens. Im Jahr 2018 beantragte das Projekt die XigmaNAS-Marke, um die Marke vor der Veröffentlichung von v11.2 zu schützen.

## Awards
- SourceForge.net — Project of the Month, December 2019[9]